# Palmyra (Illinois)
Palmyra es una villa ubicada en el condado de Macoupin en el estado estadounidense de Illinois. En el Censo de 2010 tenía una población de 698 habitantes y una densidad poblacional de 269,77 personas por km².

## Geografía
Palmyra se encuentra ubicada en las coordenadas 39°26′4″N 89°59′45″O / 39.43444, -89.99583. Según la Oficina del Censo de los Estados Unidos, Palmyra tiene una superficie total de 2.59 km², de la cual 2.59 km² corresponden a tierra firme y (0%) 0 km² es agua.

## Demografía
Según el censo de 2010, había 698 personas residiendo en Palmyra. La densidad de población era de 269,77 hab./km². De los 698 habitantes, Palmyra estaba compuesto por el 98.57% blancos, el 0.14% eran afroamericanos, el 0.29% eran amerindios, el 0% eran asiáticos, el 0% eran isleños del Pacífico, el 0% eran de otras razas y el 1% pertenecían a dos o más razas. Del total de la población el 1.43% eran hispanos o latinos de cualquier raza.